# Сім чоловіків Евелін Г'юґо
«Сім чоловіків Евелін Г'юґо» (англ. The Seven Husbands of Evelyn Hugo) — історично- фантастичний роман американської письменниці Тейлор Дженкінс Рід. У романі розповідається про вигадану зірку Старого Голлівуду Евелін Г'юґо, яка в 79 років дає останнє інтерв'ю невідомій журналістці Монік Ґрант.
Роман був номінований на премію Goodreads Choice Award як найкращий історичний роман 2017 року.

## Анотація книги
Завзятий підйом до вершини, ризики, втрачене кохання та давні таємниці, які публіка не могла собі навіть уявити…
Евелін Г'юґо, у минулому голлівудська ікона кіно, нарешті готова пролити світло на своє гламурне і скандальне життя. Але коли задля цієї мети вона обирає нікому невідому репортерку з журналу Монік Ґрант, це дивує всіх, а найбільше — саму Монік. Чому вона? Чому зараз?
Сповнена рішучості використати цю можливість, Монік вислуховує історію життя кінодіви. Від її шляху до Лос-Анджелеса у 1950-х до рішення залишити шоу-бізнес у 80-х і, звичайно, про сім чоловіків у житті Евелін.
Акторка розкриває правду про нещадні амбіції, несподівану дружбу та велике заборонене кохання. Монік починає відчувати справжній зв'язок із легендарною зіркою, та коли історія наближається до завершення, стає зрозуміло, що життя Евелін перетинається з її власним, трагічно й невідворотно.

## Сюжет
Монік Ґрант — репортерка журналу «Vivant», була обрана для інтерв'ю з Евелін Г'юґо, колишньою зіркою, яка продає на аукціоні кілька своїх знаменитих суконь, щоб зібрати гроші для благодійного фонду боротьби з раком молочної залози, на знак пошани своєї померлої доньки, яка померла від цього захворювання. Монік не зрозуміла, чому Евелін обрала її, але йде до квартири Евелін, щоб зустрітися з нею. Евелін каже, що вона не зацікавлена давати інтерв'ю «Vivant», а натомість хоче, щоб Монік написала історію її життя, і Монік погоджується, хоча в неї й виникають сумніви. Евелін тимчасово заспокоїла її підозри, згадавши статтю, яку Монік раніше написала про допомогу при самогубстві, яка отримала велике визнання. Також Евелін пообіцала у кінці їхньої співпраці розповісти Монік чому саме вона повинна написати її біографію.
Бідолашний Ерні Діас
Евелін зустрічає свого першого чоловіка Ерні Діаса, коли їй виповнилося 14 років. Потім вона виходить за нього заміж, щоб дістатися до Голлівуду та втекти від свого жорстокого батька з Пекельної кухні. Там її помічає Гаррі Кемерон — молодий продюсер студії «Сансет», вони стають близькими друзями. Евелін спокушає керівника компанії «Сансет», щоб просунути свою кар'єру, і розлучається з Ерні, коли студія зводить її з популярними акторами для реклами майбутнього фільму.
Окаянний Дон Адлер
Евелін закохується та виходить заміж за актора Дона Адлера, якого вона вважає першим справжнім коханням у своєму житті. Але в наступні місяці Дон починає жорстоке поводження з Евелін, оскільки вона стає успішною.
Евелін, якій вже 21 рік, грає головну роль в екранізації «Маленьких жінок» разом із Силією Сент-Джеймс. Спочатку Евелін заздрить таланту Силії, але вони швидко зближуються. На вечірці Евелін кажуть, що Силія лесбійка. Евелін приватно стикається з Силією, щоб запитати, чи це правда, а потім вони цілуються. Евелін дізнається, що Дон зраджував їй, проте він розлучається з нею першим, а також саботує її кар'єру.
Легковірний Мік Ріва
Щоб відродити свою популярність, Евелін їде до Парижа і знімається у фільмі французького режисера Макса Жирара. Почали поширюватися чутки про стосунки Евелін та Силії, тому Евелін створює план, щоб відвернути увагу преси. Вона спокушає і виходить заміж за співака Міку Ріву, а наступного дня шлюб анулює. План спрацьовує, але Евелін дізнається, що вона вагітна внаслідок їхньої ночі разом зі співаком. Вона робить аборт у Тіхуані, але Силія розлючена залишає її, оскільки дізналася, що Евелін та Міка спали разом. Вони не розмовляють п'ять років.
Кмітливий Рекс Норд
Після головної ролі в екранізації «Анни Кареніної» Евелін виходить заміж за свого колегу Рекса Норда, щоб отримати розголос. Вони залишаються у шлюбі кілька років, але після того, як Рекс зрадив їй й та дівчина завагітніла. Евелін розповідає історію про те, що у неї та Гаррі Кемерона був роман. Насправді Гаррі таємно зустрічається із захисником Джоном Брейверменом, який одружений на Силії.
Чудовий, добродушний, стражденний Гаррі Кемерон
Евелін та Силія возз'єднуються. Евелін виходить заміж за Гаррі, і вони переїжджають на Мангеттен, живуть поруч із Силією та Джоном, видаючи себе за дві гетеросексуальні пари. Під час Стоунволлського бунту вони четверо домовилися почати таємно фінансувати фонди на підтримку ЛГБТ, оскільки вони не можуть публічно брати участь. Після кількох ідилічних років Гаррі пропонує їм з Евелін народити дитину, Евелін погоджується. З благословення Силії у них народжується донька Коннор.
У віці близькому до 40 років Евелін знімається в іншому фільмі Макса Жирара, в якому вона погоджується на сцену відвертого сексу зі своїм колишнім чоловіком Доном Адлером. Пізніше вона розуміє, що мала запитати дозволу у Силії. Силія знову залишає Евелін. Джон Брейвермен помирає від серцевого нападу, через що Гаррі починає надмірно пити.
Аж-ніяк-не-ідеальний Макс Жирар
Евелін погоджується вийти заміж за Макса Жирара, але швидко виявляє, що він справді любить її не як особистість, а як секс-символ, яким вона є. Вона прожила з ним у шлюбі шість років, перш ніж возз'єднатися з Силією. У Силії емфізема легень, і їй залишилося жити менше десяти років. Вона пропонує Евелін план вийти заміж за її брата Роберта, і щоб вони переїхали до Іспанії з Коннер та Гаррі, аби прожити останні роки життя Силії у спокої.
Зрештою Евелін знаходить Гаррі та невідомого пасажира, який загинув у автокатастрофі, біля його будинку. Евелін пересаджує пасажира, коханця Гаррі, на водійське сидіння, щоб захистити Гаррі від засудження за водіння в нетверезому стані. Згодом Гаррі помирає в лікарні. Коннор, зокрема, починає бунтувати проти Евелін, що привертає увагу ЗМІ, коли вона бере участь у безладних заходах.
Слухняний Роберт Джемісон
Евелін, Силія та Коннор переїжджають до Іспанії разом із братом Силії Робертом, за якого Евелін виходить заміж як прикриття, щоб вона могла успадкувати маєток Силії, коли та помре. Силія помирає, коли їй виповнюється 61 рік, Роберт — через кілька років. Евелін пояснює Монік, що Коннор померла від раку грудей, який також діагностовали у Евелін. Евелін розповідає, що батько Монік, Джеймс Ґрант, був пасажиром в машині Гаррі. Евелін підлаштувала все, щоб Монік та її матері повірили, що Джеймс помер п'яним за кермом. Вона дає Монік лист, написаний Джеймсом, який був у кишені Гаррі, у якому Джеймс пояснює свою любов до Гаррі, але каже йому, що він не може переїхати з ним до Іспанії, оскільки його дружина та Монік є його сім'єю, яку він також безмежно кохає.
Монік розлючена йде, але розуміє, що Евелін розповіла їй усе це, тому що має намір покінчити з життям. Вона розглядає можливість подзвонити в органи влади, але вирішує, що це має бути вибір Евелін, якщо вона хоче померти. Вона розуміє, що одного дня пробачить Евелін. Згодом Евелін знаходять мертвою, і повідомляють про її смерть через випадкове передозування.
Зрештою Монік публікує вступ до своєї біографії у «Vivant», нарешті розкриваючи, що справжнім коханням життя Евелін не був жоден із семи її чоловіків, а Силія Сент-Джеймс.

## Історичне підгрунття
Рід опублікувала обкладинку книги та уривок книги в «Entertainment Weekly» 6 грудня 2016 року.
За словами Рід, Евелін частково заснована на життях двох акторок: Елізабет Тейлор, яка була вісім разів одружена з сімома різними чоловіками, та Аві Гарднер, яка розкрила таємниці свого життя журналісту, який опублікував їх у книзі «Ava Gardner: The Secret Conversations». Рід також сказала, що Ріта Гейворт мала вплив на Евелін. Гейворт, чий батько був іспанцем, мала дуже схожий початок з Евелін і численні стосунки протягом її кар'єри. Серед інших впливів — автобіографія Tab Hunter Confidential: The Making of a Movie Star, написана Tab Hunter, яка описує, яким було життя ЛГБТК+ спільноти в Голлівуді того часу, і Scandals of Classic Hollywood Енн Хелен Петерсен.

## Адаптації

### Скасована телевізійна адаптація
У 2019 році Freeform і Fox 21 Television Studios отримали права на розробку серіалу. Дженніфер Білз та Ілен Чайкен, мали продюсувати шоу. Рід мала працювати над сценарієм. У червні 2021 року Рід підтвердив в інтерв'ю, що права більше не належать Freeform. Вона сказала, що почувається «справді добре з тим напрямком, у якому це відбувається».

### Екранізація
24 березня 2022 року було оголошено, що Netflix екранізує роман у повнометражний фільм за сценарієм Ліз Тігелаар та виконавчим продюсером Маргарет Чернін. Режисером фільму стане Леслі Гедленд .

## Відгуки
Роман отримав позитивні відгуки. «The Globe and Mail» назвав це «кінематографічною історією з непростим корінням, приголомшливими злетами та огидними падіннями». Роман був номінований на премію Goodreads Choice Award як найкращий історичний роман 2017 року і став фіналістом нагороди «Книга місяця» як «Книга року» у 2017 році